# Tulare (Medveđa)
Tulare es un pueblo ubicado en la municipalidad de Medveđa, en el distrito de Jablanica, Serbia.

## Superficie
Posee una superficie de 14,77 kilómetros cuadrados.

## Demografía
Hasta 2011 la población era de 162 habitantes, con una densidad de población de 10,97 habitantes por kilómetro cuadrado.